# كدسورة فلبينية
كدسورة فلبينية (الاسم العلمي:Kadsura philippinensis) هي نوع من النباتات يتبع جنس الكدسورة من الفصيلة الشزندرية. سمي هذا النوع نسبةً إلى الفلبين.